# 川畑公久
川畑 公久（かわばた きみひさ）は、日本の経済学者、九州産業大学経営学部教授。
青山学院大学助手を経て九州工業大学助手、講師、広島修道大学助教授。渡米しMIT教授、ルイビル大学教授、その後は広島修道大学教授、広島県立大学教授、九州産業大学教授を歴任。笹川良一らとも交流を深め広島奉職時代は国会陳情など愛国に尽力するとともに英語の他、独学で語学を学びロシア語・ドイツ語・韓国語を習得する。ルイビル大学奉職時優秀な研究成果を認められ米国紙に掲載された後種々の研究などをきっかけに帰国の途に就く。趣味は酒とライフル射撃。空手5段。
親族に妻と医師の長男・川畑公人（東京大学医学部付属病院血液・腫瘍内科、Weill Cornell Medical ）と大学教員の長女・大津博子（大阪経済大学情報社会学部）。妻の親族に浄土真宗本願寺派の元総長がいる。

## 略歴
- 1970年 - 長崎県立大学経済学部経済学科卒業
- 1979年 - 経済学博士
- 1982年 - マサチューセッツ工科大学(Massachusetts Institute of Technology、MIT)招聘教授
- 1985年 - ルイビル大学（University of Louisville）教授

## 著書
- 『経済成長と動学』（共著、勁草書房、2006）
- 『新近代経済学要論【第2版】』（共著、有斐閣、1995）
- 『新近代経済学要論』（共著、有斐閣、1988）
- 『経済システムの最適制御』（単著、広島修道大学研究叢書、1980）
- 『システム空間論　-職場のシステム科学的分析と意思決定ー 』（共著、 富士ゼロックス社、1978）

## 所属学会
- IEEE Automatic Control
- 日本シミュレーション学会
- 日本応用経済学会